# Naháč
Naháč (ungarisch Nahács) ist eine Gemeinde im Westen der Slowakei mit 395 Einwohnern (Stand 31. Dezember 2024). Sie gehört zum Okres Trnava, einem Teil des Trnavský kraj.

## Geographie

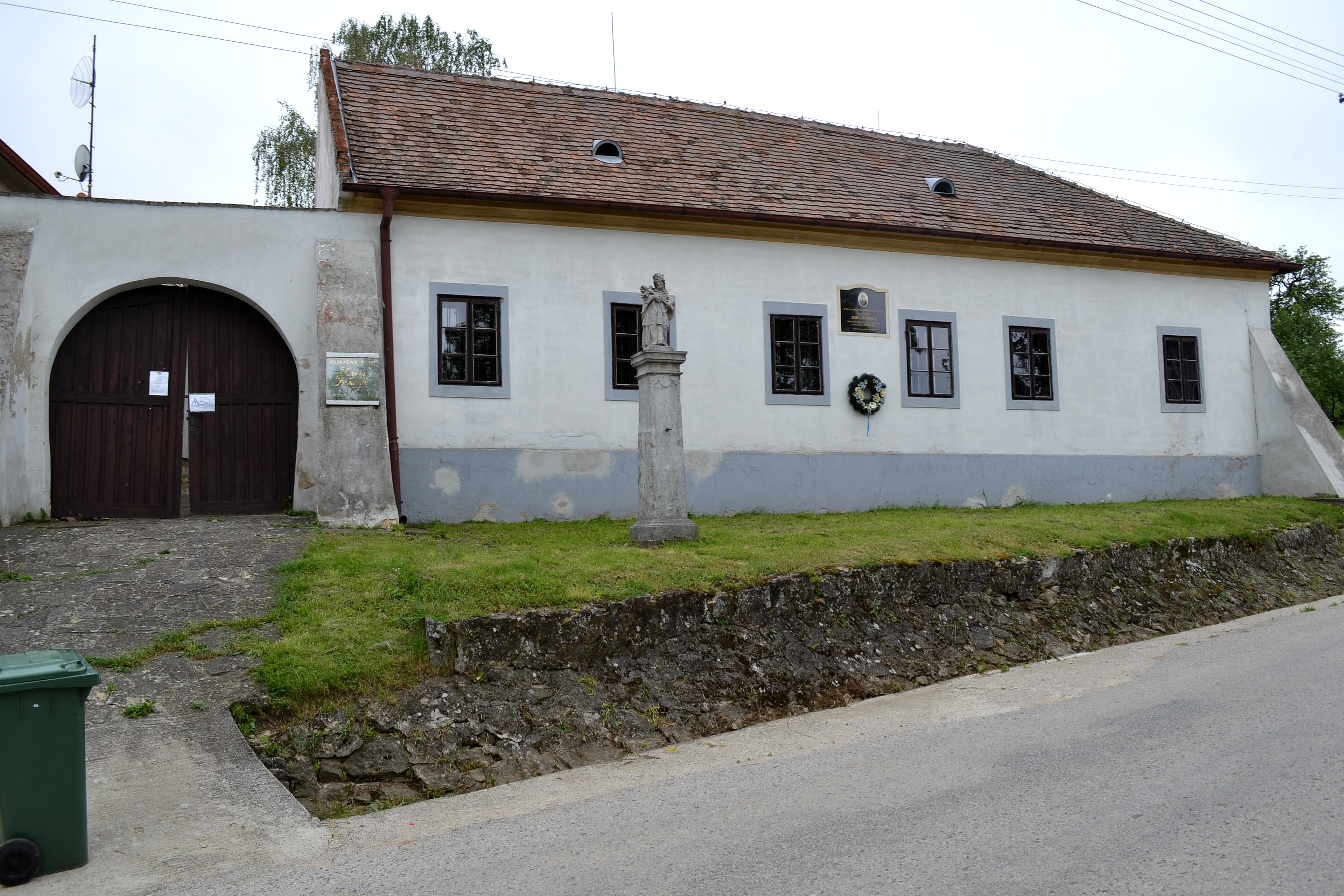
Gedenkhaus für Juraj Fándly

Die Gemeinde befindet sich im Hügelland Trnavská pahorkatina am Fuße der Kleinen Karpaten. Das bebaute Ortsgebiet liegt am rechten Ufer des Baches Dubovský potok. Das Ortszentrum liegt auf einer Höhe von 240 m n.m. und ist 23 Kilometer von Trnava entfernt.
Nachbargemeinden sind Hradište pod Vrátnom im Norden, Dobrá Voda im Nordosten, Dechtice im Osten, Horné Dubové im Südosten, Horná Krupá im Süden, Trstín im Westen und Jablonica im Nordwesten.

## Geschichte

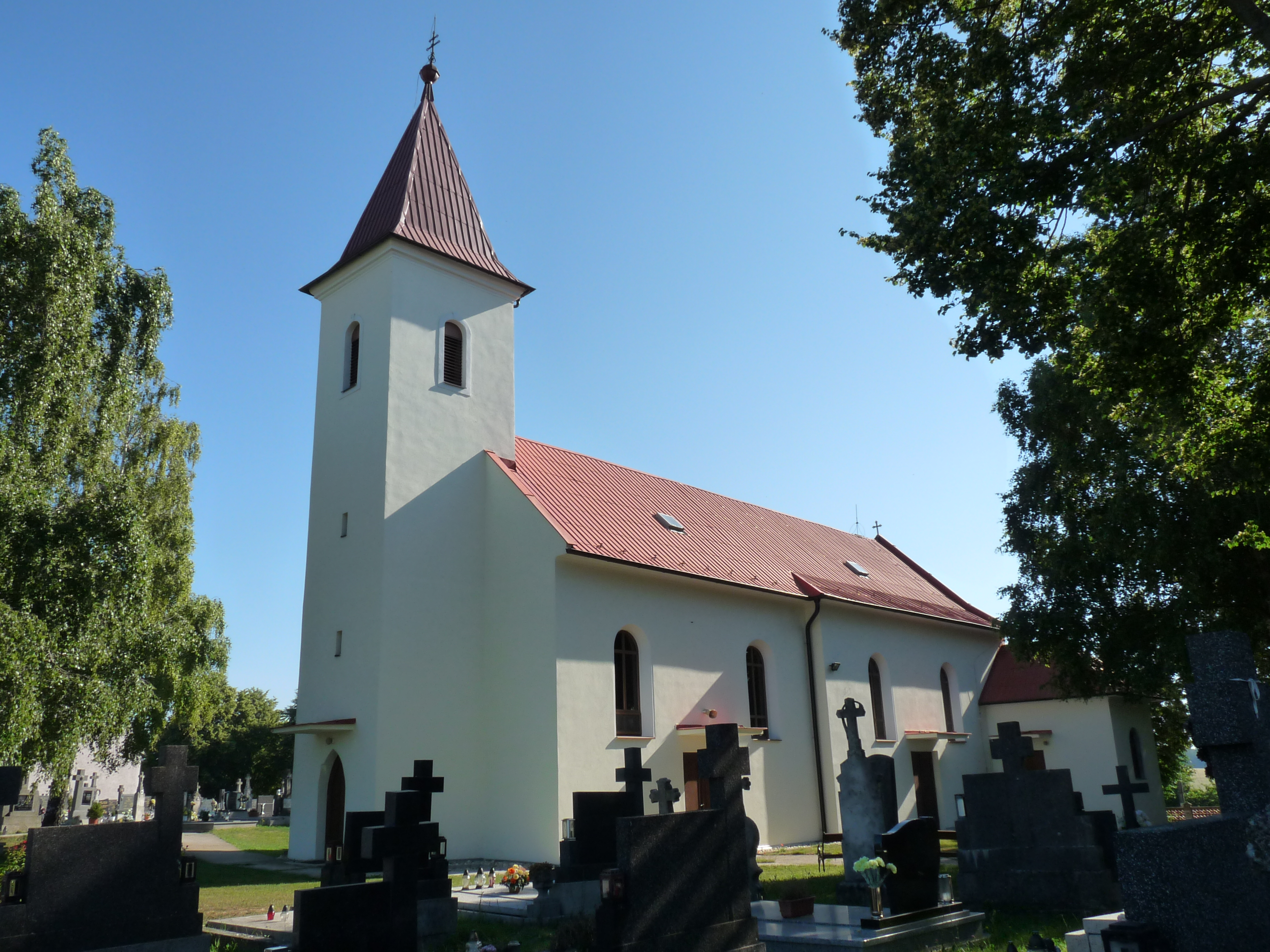
Erzengel-Michael-Kirche

Naháč wurde zum ersten Mal 1426 als Nahaacz schriftlich erwähnt und gehörte wechselweise zu Herrschaftsgütern der Burgen Guttenstein und Smolenitz. Im 16. Jahrhundert ließen sich Kroaten im Ort nieder, was sich bis heute in Namensendungen widerspiegelt. Nach späteren Quellen wurden die Kirche und Pfarrei im Jahr 1594 errichtet. Bedeutend für die Geschichte von Naháč war auch das 1618 gegründete Franziskanerkloster nördlich des Ortes (lokal Katarínka genannt), das 1786 nach Auflösung des Franziskanerordens verlassen steht. 1828 zählte man 80 Häuser und 583 Einwohner, deren Haupteinnahmequellen Landwirtschaft und Weinbau waren.
Bis 1918 gehörte der im Komitat Pressburg liegende Ort zum Königreich Ungarn und kam danach zur Tschechoslowakei beziehungsweise heute Slowakei.

### Ortsname
Der Ortsname wird vom slowakischen Trivialnamen naháč für die Herbstzeitlose (Colchicum autumnale) abgeleitet, da diese Pflanze in der Gegend sehr häufig vorkommt. Zudem bedeutet das Wort auf Deutsch „der Nackte“.

## Bevölkerung
| Jahr                | 1994 | 2004    | 2014    | 2024     |
| ------------------- | ---- | ------- | ------- | -------- |
| Anzahl der Personen | 458  | 441     | 446     | 395      |
| Unterschied         |      | −3,71 % | +1,13 % | −11,43 % |

| Jahr                | 2023 | 2024    |
| ------------------- | ---- | ------- |
| Anzahl der Personen | 396  | 395     |
| Unterschied         |      | −0,25 % |

Nach der Volkszählung 2011 wohnten in Naháč 460 Einwohner, davon 453 Slowaken. Sieben Einwohner machten diesbezüglich keine Angabe. 409 Einwohner bekannten sich zur römisch-katholischen Kirche, zehn Einwohner zur evangelischen Kirche A. B., drei Einwohner zur griechisch-katholischen Kirche sowie ein Einwohner zur reformierten Kirche; ein Einwohner bekannte sich zu einer anderen Konfession. 22 Einwohner waren konfessionslos und bei 14 Einwohnern wurde die Konfession nicht ermittelt.

## Bauwerke
- römisch-katholische Erzengel-Michael-Kirche aus dem Jahr 1940
- Gedenkhaus für Juraj Fándly, der von 1780 bis 1807 im Ort wirkte